# 3DMark
3DMark (від англ. mark — укр. оцінка) — серія комп'ютерних бенчмарків, розроблених фінською компанією Futuremark (раніше MadOnion.com). Бенчмарки цієї серії орієнтовані на тестування насамперед графічних компонентів персонального комп'ютера з метою визначення продуктивності системи у відеоіграх.
Бенчмарки 3DMark є одними з найпопулярніших програм в середовищі ентузіастів-оверклокерів і геймерів, які оцінюють і порівнюють продуктивність своїх систем за допомогою 3DMark.

## Використання
Основне призначення 3DMark — тестування продуктивності та стабільності відеокарти і оцінка її продуктивності. Оцінка видається як частота кадрів на секунду в комплексних тестах та в умовних одиницях у штучних тестах. Пізніші версії 3DMark, крім відеокарти, тестують також продуктивність центрального процесора в таких завданнях, як ігровий штучний інтелект і фізичний рушій.
3DMark використовує демонстраційні сцени, створені на ігровому рушієві, на перебіг яких користувач не має впливу. Кожна сцена програється з використанням різних технологій та під різним навантаженням. Бенчмарки 3DMark є пропрієтарними комерційними програмами, проте всі бенчмарки серії, за винятком 3DMark Vantage, мають урізані безкоштовні версії з обмеженою функціональністю.

## Версії
| Версія            | Опис | Дата випуску                                                                                     | Операційна система                                                              | DirectX API                                                                                                  | Підтримка                               |
| ----------------- | --- | ------------------------------------------------------------------------------------------------ | ------------------------------------------------------------------------------- | --- | --------------------------------------- |
| 3DMark99          | Перший 3D бенчмарк, створений конкретно для тестування придатності ПК для відеоігор. Використовував ранню версію рушія від Remedy Entertainment MAX-FX, пізніше використаного у грі Max Payne. Ігрові тести: 1. Race — вимірювання частоти кадрів при різній кількості текстурованих об'єктів і джерел світла, змішуванні текстур і згладжуванні. Затінення за методом Гуро. 2. First person — вимірювання частоти кадрів при різній кількості текстурованих об'єктів і джерел світла, змішуванні текстур і згладжуванні, мультитекстуруванні. Затінення за методом Гуро. Штучні тести: 1. Fill Rate — заповнення площини 1 або багатьома текстурами 2. Texture Rendering Speed — порівняння швидкодії при завантаженні 2, 4, 8, 16 і 32 МБ текстур 3. Bump Mapping — вимірювання швидкості рельєфного текстурування 4. Texture Filtering Speed — вимірювання швидкості згладжування текстур за точковим зразком, бі- й трилінійним фільтруванням і анізотропним фільтруванням | 26 жовтня 1998                                                                                   | Windows 95 Windows 98                                                           | DirectX 6.0                                                                                                  | Припинена після виходу 3DMark99 MAX     |
| 3DMark99 MAX      | Оновлення вмісту 3DMark99. З ним бенчмарк отримав підтримку DirectX 6.1. Було прибрано обмеження на максимальну частоту кадрів, оптимізовано роботу CPU, підвищено якість ресурсів у тестах. | 8 березня 1999                                                                                   | Windows 95 Windows 98                                                           | DirectX 6.1                                                                                                  | Не підтримується                        |
| 3DMark2000        | Використовував можливості DirectX 7, зокрема апаратне прискорення та освітлення. Якщо GPU їх не підтримував (першими GPU з їх підтримкою були випущені в 1999 році NV10 і GeForce 256), вони емулювалися програмно. Результати виводилися окремою програмою ResultBrowser. Ігрові тести: 1. Helicopter — вимірювання частоти кадрів при різній кількості текстурованих об'єктів і джерел світла. 2. Adventure — вимірювання частоти кадрів при різній кількості текстурованих об'єктів і джерел світла. Деталізація змінюється з відстанню, затінення за методом Specular Gouraud. * В ігрових тестах схід і захід інвертовані. Штучні тести: 1. Fill Rate — заповнення кількох типів поверхонь 1 або багатьма текстурами 2. High Polygon Count — вимірювання швидкості заповнення сцени торами при 1 або 8 джерелах світла 3. Texture Rendering Speed — порівняння швидкодії при завантаженні 8, 16, 32 і 64 МБ текстур 4. Bump Mapping — вимірювання швидкості рельєфного текстурування 5. Image Quality — наочне порівняння знімків екрана з використанням MIP-текстурування, змішуванням і фільтрацією текстур | 6 грудня 1999                                                                                    | Windows 95 Windows 98 Windows 98 SE Windows 2000                                | DirectX 7 | Не підтримується                        |
| 3DMark2001        | Підтримував DirectX 8, використовуючи вершинні та піксельні шейдери і точкові спрайти. А також згладжування x2 чи x4 і стиснені текстури. Ігрові тести: 1. Car Chase — вимірювання частоти кадрів при фізичній взаємодії об'єктів, динамічних тінях, 1-, 2-, 3-шарових текстурах 2. Dragothic — вимірювання частоти кадрів при глобальному освітленні, вершинних шейдерах, динамічих тінях, тришарових текстурах 3. Lobby — вимірювання частоти кадрів при вершинних шейдерах, розрахунку анімації CPU або GPU, динамічних тінях 4. Nature — вимірювання частоти кадрів при піксельних та вершинних шейдерах, попіксельному рельєфі, кубічних картах середовища, чотиришарових текстурах. Це єдиний тест з підтримкою DirectX 8. Штучні тести: 1. FillRate — накладання 64-х текстур на одну поверхню і однієї текстури на 64 поверхні 2. High Polygon Count Tests — освітлення сцени з понад 1 млн полігонів 1 або 8 джерелами світла 3. Environmental Mapped BumpMapping — відображення рельєфу за декількома картами 4. Dot3 Bump Mapping — відображення рельєфу за однією картою 5. Vertex Shader — вершинні шейдери 6. Pixel Shader — піксельні шейдери 7. Point Samples — система часток 8. Image Quality — наочне порівняння знімків екрана зі згладжуванням і без | 13 березня 2001                                                                                  | Windows 98 Windows 98 SE Windows ME Windows 2000 Windows XP                     | DirectX 8.0                                                                                                  | Припинена після виходу 3DMark2001 SE    |
| 3DMark2001 SE     | Оновлення 3DMark2001 з додатковими тестами та ширшою підтримкою обладнання. 3DMark2001 SE — остання версія 3DMark, яка використовувала рушій MAX-FX. | 12 лютого 2002                                                                                   | Windows 98 Windows 98 SE Windows ME Windows 2000 Windows XP                     | DirectX 8.1                                                                                                  | Не підтримується                        |
| 3DMark03          | Підтримував DirectX 9.0. Оцінка вираховувалася як сума оцінок тестів, за винятком тесту процесора. Ігрові тести: 1. Wings of Fury — вимірювання частоти кадрів при вершинних шейдерах і попіксельній обробці. 2. Battle of Proxycon — вимірювання частоти кадрів при вершинних або піксельних шейдерах, тіньовому об'ємі 3. Trolls' Lair — вимірювання частоти кадрів при вершинних або піксельних шейдерах, тіньовому об'ємі 4. Mother Nature — вимірювання частоти кадрів при вершинних або піксельних шейдерах Shader Model 2.0 CPU — версії Wings of Fury і Trolls' Lair в низькій роздільності, що використовують вершинні шейдери для навантаження на CPU Штучні тести: 1. Single and multi-texturing fill rate — рендеринг фіксованої функції 2. Vertex shader — вершинні та піксельні шейдери 3. Pixel shader 2.0 — процедурне текстурування 4. Ragtroll — реґдолл-фізика та піксельні шейдери 5. Sound tests — послідовність сцен, де використовуються 0, 24 і 60 джерел звуку | 11 лютого 2003                                                                                   | Windows 98 Windows 98 SE Windows ME Windows 2000 Windows XP                     | DirectX 9.0                                                                                                  | Не підтримується                        |
| 3DMark05          | Підтримував DirectX 9 і вимагав Shader Model 2.0. Оцінка вираховувалася як середнє значення окремих тестів. Тест CPU не враховувався. Ігрові тести: 1. Return to Proxycon — вимірювання частоти кадрів при матеріалах з картами відображень Блінна-Фонга, динамічних картах тіней, точковому світлі, кубічних, глибинних картах тіней 2. FireFly Forest — вимірювання частоти кадрів при розподілі рослинності в полі зору, зміні деталізації з відстанню від камери, картах нормалей, дифузії деталей (матеріал той же, що в Battle of Proxycon), картах відблисків, процедурному розсіянні світла, динамічних тінях, точковому світлі, кубічних картах глибини 3. Canyon Flight — вимірювання частоти кадрів при матеріалі з двома картами кольору, нормалях і дифузному затіненні, картах нормалей, відображеннях, заломленні та попіксельній реалізація формул Френеля 2 тести CPU — версії Battle of Proxycon і Canyon Flight у низькій роздільності, що використовують вершинні шейдери для навантаження на CPU Штучні тести: 1. Fill Rate — накладення 1 текстури на 64 об'єкта і 8 текстур на 8 об'єктів. 2. Pixel Shader — піксельні шейдери освітлення поверхні з колірними картами 3. Vertex shader — вершинні шейдери та освітлення на моделях істот з GT3 і траві 4. Batch Size — пересилання на обробку GPU пакетів даних із 8, 32, 128, 512, 2048, 32768 трикутників У вільній версії надавалась тільки сцена «Return to Proxycon». | 29 вересня 2004                                                                                  | Windows 2000 Windows XP (SP2)                                                   | DirectX 9.0(c)                                                                                               | Не підтримується                        |
| 3DMark06          | Ігрові тести було перейменовано на «Графічні тести». Додалася підтримка шейдерів Shader Model 3.0. HDR рендеринг, каскадні карти тіней, симуляція води з використанням HDR відбиття та заломлення, глибини різкості та реалізації функції хвиль Герстнера. Затінення відбувалося за моделлю Блінна-Фонга, освітлення — Strauss. В цій версії тест CPU враховувався в підсумковій оцінці з огляду на вдосконалення ШІ в іграх і розрахунок CPU фізики. Також було запроваджено проміжні оцінки: Shader Model 2.0., Shader Model 3.0. та HDR, і потужність CPU. Ігрові тести: 1. Return to Proxycon — той же, що в 3DMark05, але з новими ефектами Shader Model 2.0. 2. FireFly Forest — той же, що в 3DMark05, але з новими ефектами Shader Model 2.0. 3. Canyon Flight — той же, що в 3DMark05, але з новими ефектами Shader Model 3.0. 4. Deep Freeze — вимірювання частоти кадрів при HDR-освітленні, затіненні Блінна-Фонга, підповерхневому розсіянні світла та частках Shader Model 3.0. У тесті CPU для його навантаження використовувались не вершинні шейдери, а пошук шляху, розрахунок фізики та функції ігрового рушія. Сам тест було реалізовано як повноцінну невелику відеогру. Штучні тести: 1. Fill Rate — накладення 1 текстури на 64 об'єкта і 8 текстур на 8 об'єктів. 2. Pixel Shader — піксельні шейдери освітлення поверхні з колірними картами 3. Vertex shader — вершинні шейдери та освітлення на моделях істот з GT3 і траві 4. Batch Size — пересилання на обробку GPU пакетів даних із 8, 32, 128, 512, 2048, 32768 трикутників 5. Shader Particles Test — симуляція руху часток Shader Model 3.0. 6. Perlin Noise — симуляція хмар тривимірним шумом Перліна з використанням Shader Model 3.0. У вільній версії знову надавалась тільки сцена «Return to Proxycon». | 18 січня 2006                                                                                    | Windows XP Windows Vista Windows 7 Windows 8 Windows 8.1 Windows 10             | DirectX 9.0c                                                                                                 | Не підтримується                        |
| 3DMark Vantage    | Використовував DirectX 10, працював тільки на Windows Vista (з Service Pack 1) і Windows 7. На відміну від попередніх версій, не мав демонстраційного режиму. В бенчмарку було запроваджено різні профілі, що відповідають різним категоріям GPU, і мають окремі критерії оцінювання. Графічні тести: 1. Jane Nash — вимірювання частоти кадрів при динамічному освітленні, відображенні та заломленні світла, HDR, симуляції зіткнень і симуляції тканин 2. New Calico — вимірювання частоти кадрів при об'ємному тумані та рельєфі parallax mapping. Задіюється оптимізація True Impostors Тести CPU: 1. AI — оцінка при навантаженні процесора обчисленнями штучного інтелекту 2. Physics — оцінка при навантаженні процесора обчисленнями фізичної взаємодії об'єктів Штучні тести: 1. Texture Fill — заповнення прямокутника текстурою з використанням численних координат, які змінюються щокадру. 2. Color Fill — одночасне заповнення екрана різними кольорами 3. Parallax Occlusion Mapping — імітація на площині складної геометрії з допомогою Parallax occlusion mapping і затінення за алгоритмом Strauss 4. GPU Cloth — розрахунок фізичної взаємодії об'єктів з допомогою GPU 5. GPU Particles — ефекти на основі системи часток 6. Perlin Noise — розрахунок шуму Perlin noise в піксельному шейдері Продавався у Базовому виданні за US$6.95 і Розширеному за US$19.95. 15 березня 2011 Futuremark зробили Базове видання безкоштовним. | 28 травня 2008                                                                                   | Windows Vista Windows 7 Windows 8 Windows 8.1 Windows 10                        | DirectX 10                                                                                                   | Не підтримується за винятком SystemInfo |
| 3DMark 11         | Використовував DirectX 11, тасселяцію, паралельні обчисленні та багатопотоковість. Графічні тести: 1. Deep Sea 1 & 2 — вимірювання частоти кадрів при об'ємному освітленні з великою кількістю джерел світла й тінями / об'ємному освітленні з меншою кількістю джерел світла й тінями, глибиною різкості й тасселяцією 2. High Temple 1 & 2 — вимірювання частоти кадрів при освітленні з декількома джерелами світла, об'ємними тінями й тасселяцією / об'ємному освітленні з багатьма джерелами світла й тінями, сильною тасселяцією Штучні тести: 1. Комбінований тест — розрахунок фізичної взаємодії об'єктів з допомогою CPU і обробкою зображення GPU 2. Physics Test — розрахунок фізичної взаємодії об'єктів з допомогою GPU 3DMark 11 містив демонстраційну версію зі спеціально написаним саундтреком. | 7 грудня 2010                                                                                    | Windows Vista Windows 7 Windows 8 Windows 8.1 Windows 10                        | DirectX 11                                                                                                   | Не підтримується за винятком SystemInfo |
| 3DMark            | Виданий не тільки для Windows, а й для Android і iOS. Має різні тести з окремими системами оцінювання. Кожна зі сцен може запускатися при різних налаштуваннях якості та тестувати якусь окрему можливість пристрою: метод і якість фільтрації текстур, тип повноекранного згладжування, кількість вибірок мультисемплінгу, коефіцієнт розбиття примітивів для тасселяції, роздільність і кількість вибірок з карт тіней, якість об'ємного освітлення, кількість вибірок на піксель при розрахунку непрямого освітлення в алгоритмі ambient occlusion, глибину різкості тощо. При користувацьких налаштуваннях якості в результаті виводиться лише частота кадрів без загальної оцінки в балах. 1. Ice Storm — оцінка продуктивності на смартфонах, планшетах і ПК початкового рівня при використанні DirectX 11 / OpenGL ES 2.0 2. Ice Storm Extreme — варіант Ice Storm для потужних мобільних пристроїв. 3. Sling Shot — тест для актуальних і флагманських мобільних пристроїв на Android і iOS 4. Cloud Gate — оцінка продуктивності з використанням DirectX 11 на типових домашніх ПК і ноутбуках. 5. Sky Diver — оцінка продуктивності з використанням DirectX 11 на ігрових ноутбуках і ПК середнього класу 6. Night Raid — оцінка продуктивності з використанням DirectX 12 для ПК початкового рівня з інтегрованим GPU 7. Fire Strike — оцінка продуктивності з використанням DirectX 11 для ігрових ПК 8. Fire Strike Extreme — варіант Fire Strike для потужних ПК з декількома GPU. 9. Fire Strike Ultra — варіант Fire Strike для ПК, розрахований на роздільність екрана 4K 10. Time Spy — оцінка продуктивності з використанням DirectX 12. Доступний тільки на Windows 10 11. Time Spy Extreme — варіант Time Spy для потужних ПК з декількома GPU Поширюється у Базовій безкоштовній версії, Розширеній ($24,99) і Професійній (за $995). У Базовій не можна обирати налаштування якості та окремі тести. Професійна додатково дозволяє рендерити й порівнювати окремі кадри, запускати тести за допомогою командного рядка і зберігати результати в електронні таблиці. | 4 лютого 2013 (Windows) 2 квітня 2013 (Android) 9 вересня 2013 (iOS) 14 жовтня 2013 (Windows RT) | Windows Vista Windows 7 Windows 8 Windows 8.1 Windows 10 Windows RT Android iOS | DirectX 11 із Direct 3D feature levels 9, 10 і 11. Time Spy — DirectX 12 із feature level 11_0 підтримується | Підтримується                           |
| 3DMark Port Royal | Тест трасування променів, стабільності системи під навантаженням і згладжування NVIDIA DLSS. | 8 січня 2019                                                                                     | Windows 10 October Update                                                       | DirectX Raytracing                                                                                           | Підтримується                           |